# Kavar
Kavār (persiska: کوار) är en kommunhuvudort i Iran.   Den ligger i provinsen Fars, i den centrala delen av landet, 700 km söder om huvudstaden Teheran. Kavār ligger 1 555 meter över havet och antalet invånare är 22 158.
Terrängen runt Kavār är kuperad åt sydväst, men åt nordost är den platt.Runt Kavār är det ganska tätbefolkat, med 179 invånare per kvadratkilometer. Närmaste större samhälle är Akbarābād, 9,8 km nordost om Kavār. Omgivningarna runt Kavār är i huvudsak ett öppet busklandskap.